# George Adam Smith
Pour les articles homonymes, voir George Smith et Smith.
Ne doit pas être confondu avec Adam Smith (1723-1790), philosophe et économiste britannique des Lumières, père des sciences économiques modernes.
George Adam Smith, membre de la British Academy, est un théologien écossais né le 19 octobre 1856 et mort le 3 mars 1942.

## Biographie
George Adam Smith naît le 19 octobre 1856 à Calcutta où son père, George Smith, compagnon dans l'ordre de l'Empire des Indes, est le principal du Doveton College, une école de garçons.
Il étudie à la Royal High School (en), à l'université et au New College (en) d'Édimbourg. Après des études durant les semestres d'été à l'université de Tübingen en 1876 et à l'université de Leipzig en 1878 et après ses voyages en Égypte et en Syrie, il rejoint l'Église libre d'Écosse et est nommé professeur en 1892 au Trinity College (en) de Glasgow où il enseigne l'Ancien Testament. En 1909 il est nommé principal de l'université d'Aberdeen, poste qu'il occupe jusqu'à sa retraite en 1935. Il est élu membre de la British Academy en 1916, et promu chevalier la même année.Il occupe également les fonctions de modérateur de l'Assemblée générale de l'Église d'Écosse en 1916-17.
Il est l'époux de Lillian Buchanan (1866-1949) et le père d'Alick Buchanan-Smith (baron Balerno) et le grand-père d'Alick Buchanan-Smith (homme politique). Sa fille, Kathleen Buchanan Smith, est l'épouse de George Paget Thomson, prix Nobel de physique en 1937. George Adam Smith meurt le 3 mars 1942. Il est enterré avec sa femme dans le carré nord-est du cimetière de Currie au sud-ouest d'Édimbourg.

## Œuvre

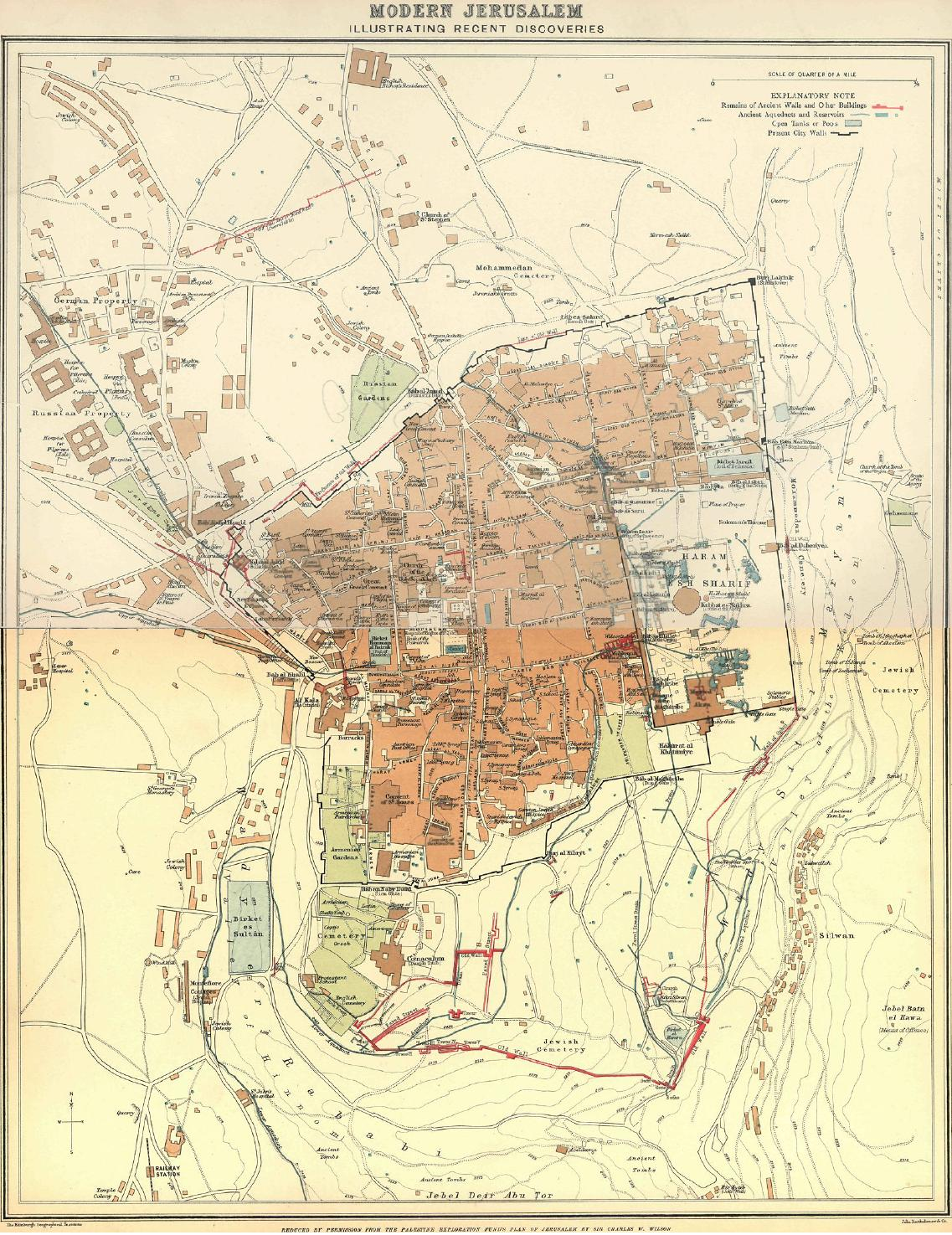
Carte de la « Jérusalem moderne » tirée de l'Atlas of the Historical Geography of the Holy Land (1915).

Son Historical Geography of the Holy Land, de nombreuses fois rééditée à partir de 1894, suivie de son Atlas of the Historical Geography of the Holy Land, publié à Londres en 1915, sont des références dans le domaine de la géographie historique de la Terre sainte. Ils sont utilisés par David Lloyd George et les experts militaires du mandat britannique pour la Palestine durant les négociations pour la détermination des frontières de la région à la conférence de San Remo. Ils s'étaient révélés inestimables pour le général Edmund Allenby dans la campagne du Sinaï et de la Palestine lors de la Première Guerre mondiale.
La plupart de ses documents sont conservés à la Bibliothèque nationale d'Écosse à Édimbourg.
- The Book of Isaiah (The Expositor’s Bible) (vol. 1, 1888)[4]
- The Book of Isaiah (The Expositor’s Bible (vol. 2, 1890)[5]
- The Preaching of the Old Testament to the Age (1893)
- Four Psalms: XXIII, XXXVI, LII, CXXI, Interpreted for Practical Use (1896)
- The Book of the Twelve Prophets (The Expositor’s Bible) (2 vols., 1896, 1898)
- The Life of Henry Drummond (1899)[6].
- Modern Criticism and Preaching of the Old Testament (1901)
- Encyclopaedia Biblica (contributor) (1903)
- The Forgiveness of Sins, and other Sermons (1905)
- Jerusalem: The Topography, Economics and History from the Earliest Times to A.D. 70 (vol. 1, 1907)[7]
- Jerusalem: The Topography, Economics and History from the Earliest Times to A.D. 70 (vol. 2, 1907)[8]
- The Early Poetry of Israel in its Physical and Social Origins (the Schweich Lectures (en) for 1910)
- War and peace: Two Sermons in King’s College Chapel, University of Aberdeen (1915)
- The Historical Geography of the Holy Land (1894)[9]
- Atlas of the Historical Geography of the Holy Land (HGHL; 1915)[10]
- The Book of Deuteronomy, in the Revised Version, with Introduction and Notes (1918)[11]
- Our Common Conscience: Addresses delivered in America during the Great War (1919)
- Jeremiah (The Baird Lecture (en) for 1922)
- The Kirk in Scotland 1560 – 1929 (avec John Buchan) (1930)
- The Legacy of Israel (with others) (1944)

Quatre cartes de la Palestine antique tirées de l'Atlas of the Historical Geography of the Holy Land (1915)
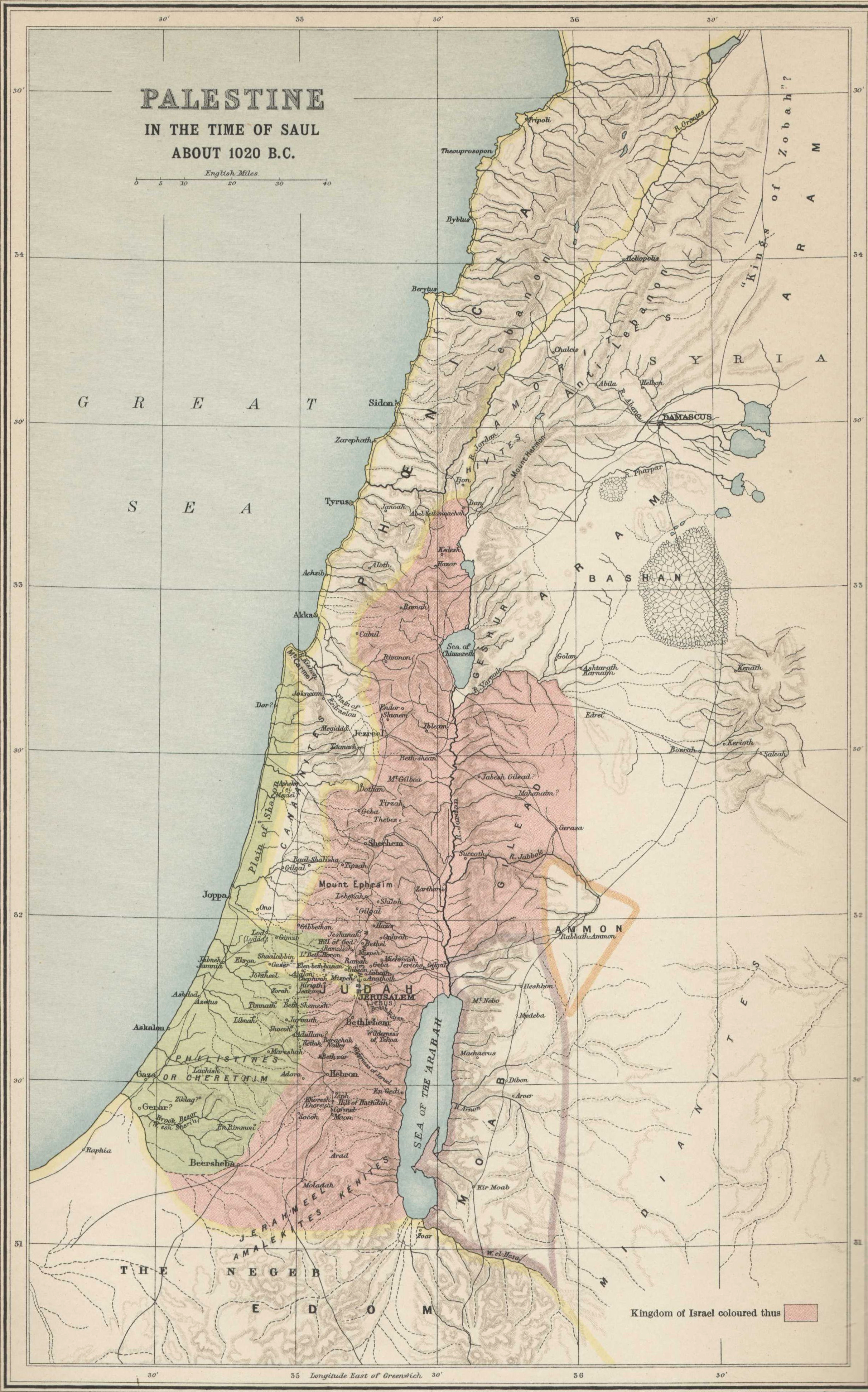
La Palestine au temps de Saül (autour de 1020 av. J.-C.)
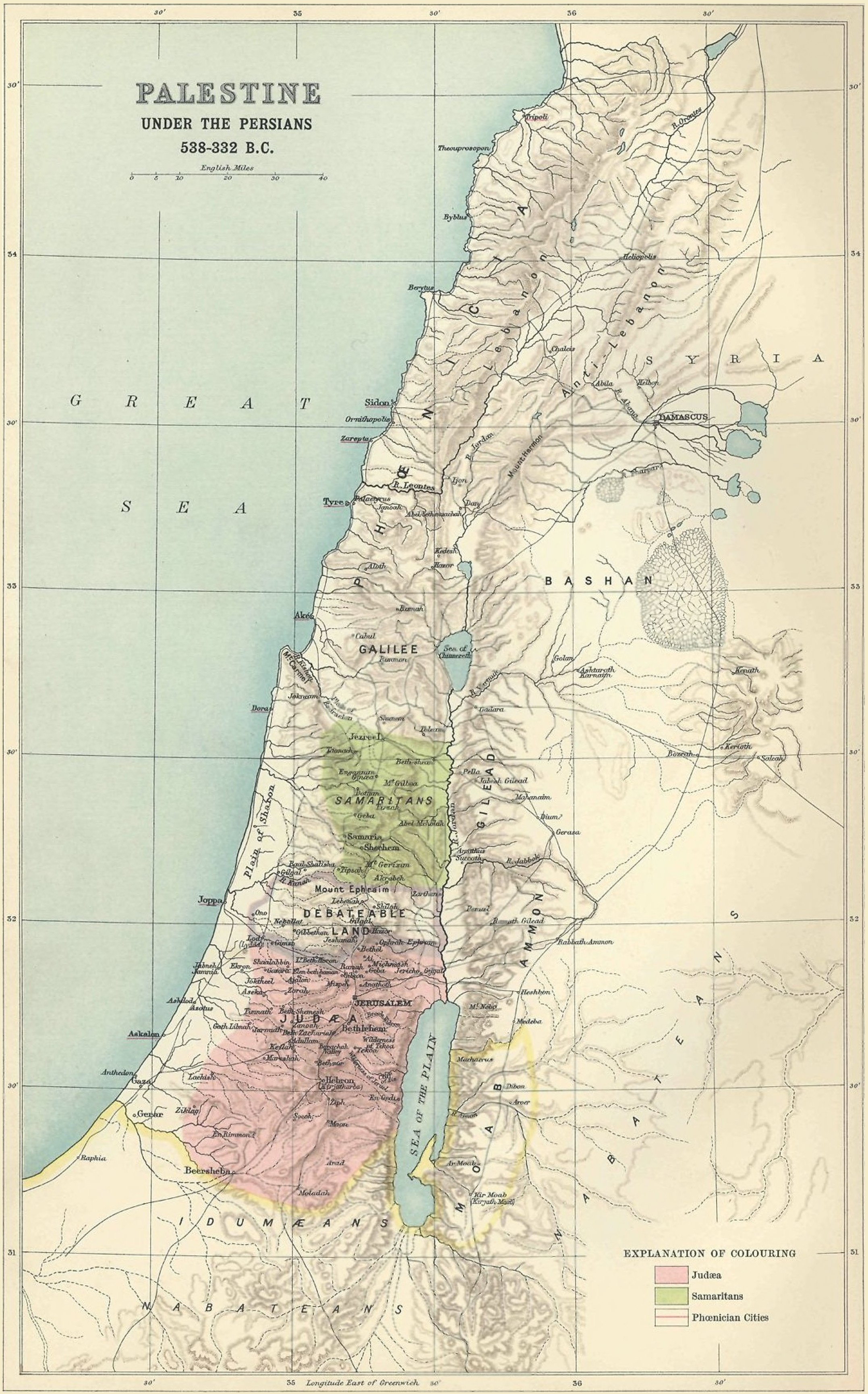
La Palestine sous les Perses (588-332 av. J.-C.)
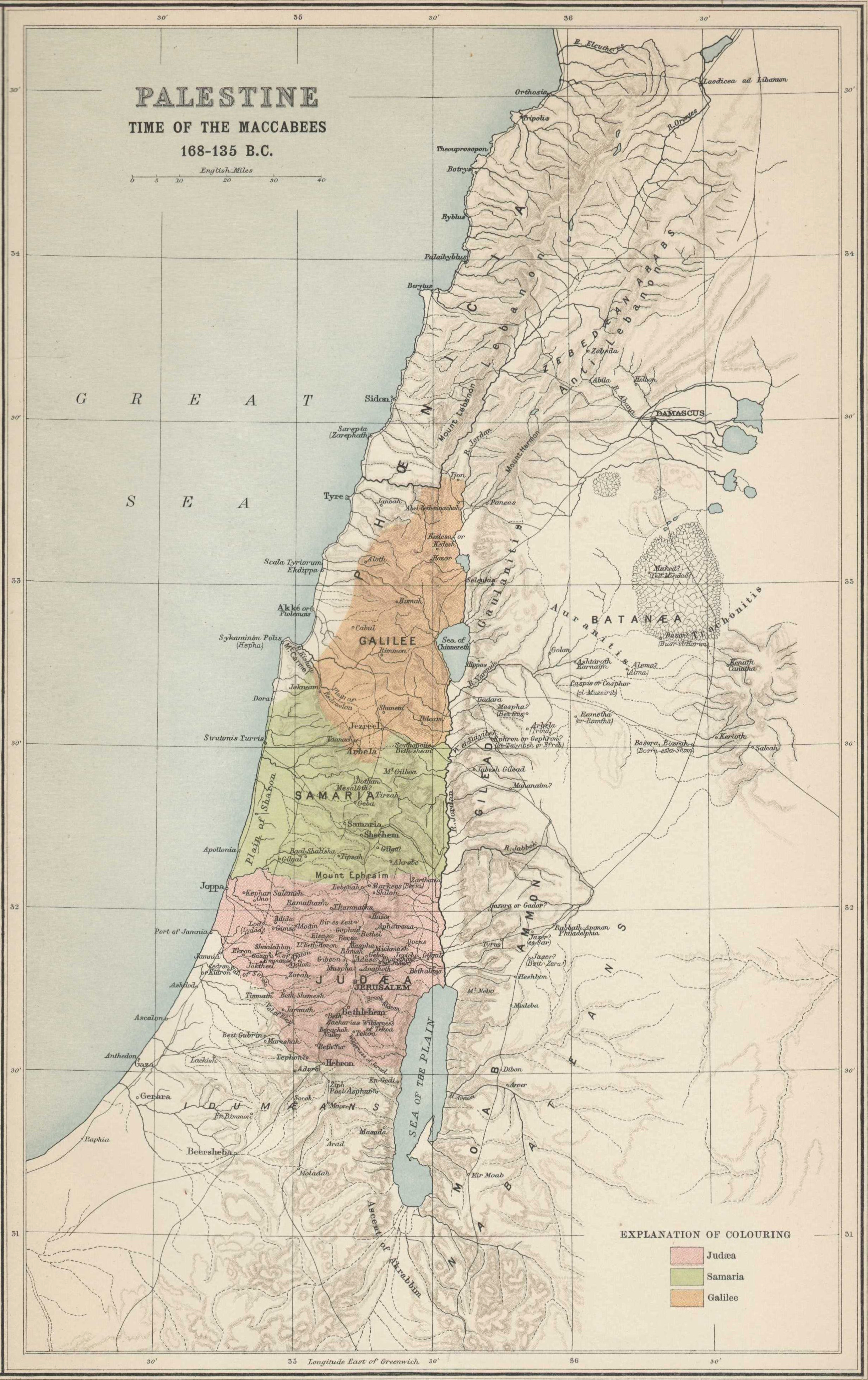
La Palestine sous les Maccabées (168-135 av. J.-C.)
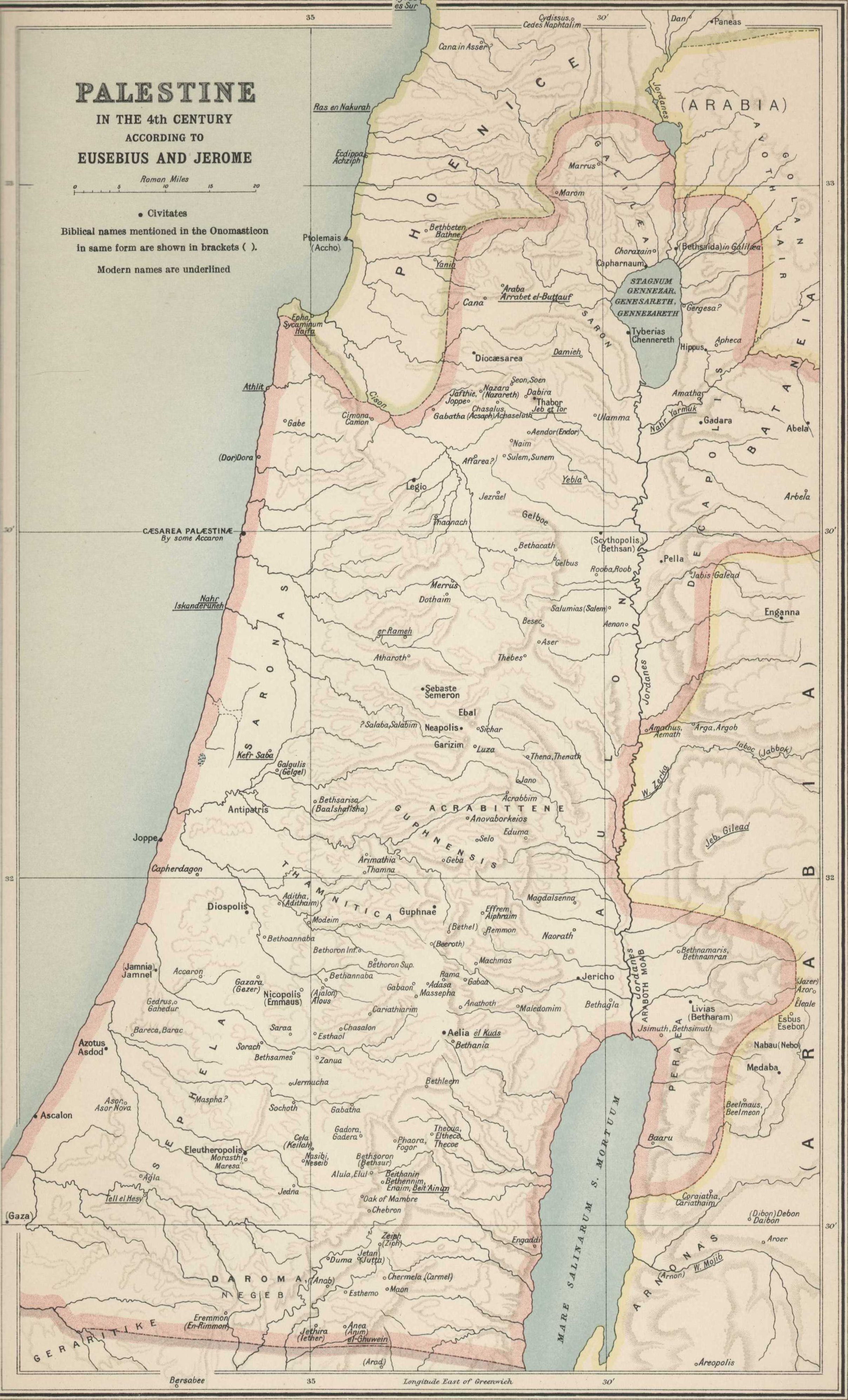
La Palestine selon Eusèbe de Césarée et Jérôme de Stridon (IVe siècle)